# 美国气象学会
美国气象学会 (英語：American Meteorological Society, 缩写：AMS) 是美國首屈一指的科學和專業組織，旨在促進和傳播有關大氣的、海洋的、和水文科學的信息。 其使命是推動大氣及相關科學、技術、應用和服務，造福社會。

## 背景
1919年12月29日，查爾斯·富蘭克林·布魯克斯 (Charles Franklin Brooks) 在聖路易斯舉行的美國科學促進會會議上創立，並於1920年1月21日成立， 美國氣象學會擁有超過13,000個天氣成員 、水和氣候科學家、專業人士、研究人員、教育工作者、學生和愛好者。
美国气象学会(AMS)在水、天氣和氣候科學領域提供眾多項目和服務。 它出版了11種大氣及相關的海洋和水文期刊（印刷版和在線版），每年贊助多達12次會議，並管理專業認證計劃和獎項。 AMS政策和教育計劃促進科學知識和努力提高公眾對科學的理解。 還有一個廣泛的本地和學生AMS分會網絡。
美國氣象學會總部位於麻薩諸塞州波士頓Beacon Street 45號，毗鄰的波士顿公园。
不要將美國氣象學會與美國流星學會混淆，後者是一群觀察和追踪流星和火球的志願者。

## 獎項
美國氣象學會以超過30個不同的獎項來表彰傑出的工作，從特定領域的傑出研究貢獻到卓越的教學或廣播獎、傑出的書籍、卓越的預測服務，以及更多包括它的最高榮譽：卡尔-古斯塔夫·罗斯贝奖章（Carl-Gustaf Rossby Research Medal）。 
美國氣象學會每年還頒發超過100,000美元的本科和研究生獎學金和獎學金。

## 出版物
美國氣象學會每年出版11種經過同行評審的科學期刊以及書籍和專著，總頁數超過34,000頁。 AMS期刊的影響因子一直處於或接近其領域的前列。
- Bulletin of the American Meteorological Society (BAMS)
- Journal of the Atmospheric Sciences (JAS)
- Journal of Applied Meteorology and Climatology (JAMC)
- Journal of Physical Oceanography (JPO)
- Monthly Weather Review (MWR)
- Journal of Atmospheric and Oceanic Technology (JTECH)
- Weather and Forecasting (WAF)
- Journal of Climate (JCLI)
- Journal of Hydrometeorology (JHM)
- Weather, Climate, and Society]] (WCAS)
- Earth Interactions (EI) (與AGU & AAG共同出版)
- Meteorological Monographs

## 會員資格
美國氣象學會在近100個國家擁有13,000多名個人會員。 會員資格最初僅限於大氣或相關科學領域的專業人士或學者，但如今，一系列會員類別可容納包括學生、教師、企業和天氣愛好者在內的廣泛人群。

## 外部鏈接
- 官方网站